# Georgia Doll
Georgia Doll (* 2. Juli 1980 in Wien) ist eine österreichisch-deutsche Dramatikerin, Theaterregisseurin und Lyrikerin.

## Leben und Werk
Georgia Doll wurde 1980 in Wien geboren. Im Alter von acht Jahren verließ sie Wien und zog nach Hamburg. Nach Abitur und anschließendem Literatur- und Theaterstudium an der Universität Hamburg verließ sie die Hansestadt und studierte Theaterwissenschaft in Toulouse, Theaterregie an der Université Paris X Nanterre Paris und Szenisches Schreiben in Berlin an der Universität der Künste.
2006 wird ihr erstes Stück Le Pays Sombre am Théâtre Ouvert in Paris gelesen. Sie inszeniert ihr zweites Stück am Théâtre Bobigny MC93. Ihre Stücke Miss Europa fährt nach Afrika, Der Hang zum Grundsätzlichen, Klara Morgenroth, Lorenzos Rückkehr, Das blaue Gold, Stranger sowie Kurzstücke wurden  in Frankreich, Deutschland und Österreich szenisch gelesen oder aufgeführt, darunter in den Städten Cannes, Marseille, Montluçon, Graz, Wien, sowie in Düsseldorf, Hamburg, im Staatsschauspiel Dresden bei den Münchner Kammerspielen und im Maxim Gorki Theater in Berlin.
Sie selbst inszenierte 2006 Miss Europa fährt nach Afrika in Paris, 2007 mit der Jugendtheatertruppe „Anyigba Yéyé“ die Stückentwicklung „Visite sur Terre“ sowie 2008 Bertolt Brechts Die Ausnahme und die Regel in Amlamé, Togo (2009 am Goethe-Institut Lomé). 2013 inszeniert sie Das blaue Gold / L'or bleu in Toulouse und Aix-en-Provence und 2015 in Co-Regie mit Philip Baumgarten Sous le sixième soleil. Das Stück Das blaue Gold wird 2013 mit dem 2. Preis des Coburger Forums für Junge Autoren ausgezeichnet. 2011 war Georgia Doll für den Münchner Förderpreis für deutschsprachige Dramatik nominiert.
Zusammen mit Ida Clay führte sie 2012 Co-Regie bei dem Kurzfilm L'oiseau et les fenêtres. Mit dem Regisseur Philip Baumgarten arbeitete sie 2013 in einer Künstlerresidenz an der Marelle–Villa des Auteurs in der Friche de la Belle de Mai Marseille an ihrer Produktion Sous le sixieme soleil. Im April desselben Jahres sind sie in der Radiosendung A l'air livre Radio Grenouille in Marseille zu hören.
Das Stück wird mit einem Stipendium des CNL - Centre National du Livre - gefördert und 2015 am Théâtre Joliette-Minoterie gelesen und im Théâtre Les Argonautes in Marseille zur Uraufführung gebracht.
Sie nimmt 2009/2010 an der einjährigen Autorenwerkstatt am Schauspielhaus Düsseldorf teil und 2011 an den Werkstatttagen des Burgtheaters Wien. Im Rahmen der Autor*innenwerkstatt Rauş - Neue Deutsche Stücke, eine Kooperation vom Kultur- und Gesellschaftsmagazin freitext, Ballhaus Naunynstraße und dem Berliner Ensembletheaters Maxim Gorki, wurde ihr Stück ich waren wir wir waren ich im Studio Я des Maxim Gorki Theaters und im Ballhaus Naunynstraße szenisch gelesen.
Sie übersetzt den Theatermonolog "La Fratrie Errante" der kongolesischen Autorin Marie-Louise Mumbu für die Theateranthologie "Scènes" und richtet ihn szenisch ein auf dem Festival Frankophone Realitäten im Studio Ya des Gorki Theaters Berlin.
Seit 2012 arbeitet sie in Marseille mit ihrer Compagnie Les Passagers du Mardi. Sie arbeitet auch theaterpädagogisch im Rahmen von Theater- und Schreibworkshops mit Kindern, Jugendlichen und Erwachsenen, sowie in internationalen Kontexten (Togo, Tunesien, Bulgarien), sie engagiert sich als soziokulturelle Mediatorin gegen Rassismus und Ausgrenzung und unterrichtet an der Universität.
Georgia Doll schreibt sowohl in deutscher als auch in französischer Sprache. Im Jahr 2002 veröffentlichte sie lyrische Texte in der Reihe Junge Lyrik  im Martin Werhand Verlag, 2010 war sie in der Anthologie Zwischenspiele: Neue Texte, Wahrnehmungs- und Fiktionsräume in Theater, Tanz und Performance im transcript Verlag vertreten. 2013 erschien ihr Theaterstück Das blaue Gold: L'or bleu im Drei Masken Verlag, München, sowie als zweisprachige Printausgabe im Verlag Presses Universitaires du Mirail, Toulouse.

## Auszeichnungen
- 2011: Nominierung für den Münchner Förderpreis für deutschsprachige Dramatik
- 2015: 2. Preis des Coburger Forums Junger Autoren

## Werkverzeichnis

### Als Theaterregisseurin (Auswahl)
- 2006 Miss Europa fährt nach Afrika in Paris
- 2013 Das blaue Gold in Toulouse
- 2015 Sous le sixième soleil in Marseille

### Als Dramatikerin (Auswahl)
- Le Pays Sombre,
- Miss Europa fährt nach Afrika,
- Der Hang zum Grundsätzlichen,
- Klara Morgenroth, Drei Masken Verlag
- Sous le sixième soleil,
- Das blaue Gold, Drei Masken Verlag
- Stranger, Drei Masken Verlag

## Publikationen
- Junge Lyrik III - 50 Dichterinnen und Dichter. Anthologie, Martin Werhand Verlag, Melsbach 2002, ISBN 3-9806390-3-7. Auch zweite, überarbeitete Auflage.
- Zwischenspiele: Neue Texte, Wahrnehmungs- und Fiktionsräume in Theater, Tanz und Performance. Anthologie, transcript Verlag, Bielefeld, 2010, ISBN 978-3-8376-1015-4
- Das blaue Gold: L'or bleu, Toulouse: Presses Univ. du Mirail, 2013, ISBN 978-2-8107-0249-7
- La crise pourpre, La première chose que je peux vous dire #4, Marseille: La Marelle